# Cybister pederzanii
Cybister pederzanii är en skalbaggsart som beskrevs av Rocchi 1979. Cybister pederzanii ingår i släktet Cybister och familjen dykare. Inga underarter finns listade i Catalogue of Life.